# Vesvres-sous-Chalancey
Vesvres-sous-Chalancey è un comune francese di 56 abitanti situato nel dipartimento dell'Alta Marna nella regione del Grand Est.

## Società

### Evoluzione demografica
Abitanti censiti